# شلومو لاحياني
شلومو لاحياني (بالعبرية: שלמה לחיאני، من مواليد 22 مايو 1965) هو صاحب أعمال وسياسي إسرائيلي سابق. وشغل سابقاً عمدة بات يام. أقر لاحياني بالذنب في ثلاث تهم تتعلق بانتهاك الثقة العامة، بعد تحقيق في 2014.

## سيرته الذاتية
ولد شلومو لاحياني في إسرائيل. وكان والده مهاجراً من بنغازي، ليبيا.

## مسيرته السياسية
أسس الحركة السياسية المستقلة بات يام بروش مورام (بالعبرية: בת ים בראש מורם، "بات يام مرفوعة الرأس") في 1997. فازت الحركة بخمسة مقاعد في مجلس مدينة بات يام في 1998. شغل لاحياتي منصب عضو مجلس المدينة وزعيم المعارضة من 1998 حتى 2003، عندما أصبح عمدة. انتُخب لأول مرة كعمدة مستقل مدعوم من حزب العمل في 2003 بنسبة 45% من الأصوات، متغلباً على مرشح الليكود. أُعيد انتخابه لاحقاً بنسبة 86.3% من الأصوات، وهي أعلى نسبة على الإطلاق في مدينة إسرائيلية كبيرة، في 2008.

## نشاطه العام
أسس منظمة أوهافيم في 2000، وهي منظمة غير ربحية تهدف إلى تحسين الرعاية الاجتماعية ورعاية الأطفال، وإدارة مطابخ الحساء في المدينة.

## إثارته للجدل
ألقي القبض على لحياني بتهمة الاحتيال وخيانة الأمانة والاختلاس في ديسمبر 2009، بعد تحقيق سري دام عامين. وجهت إلى لحياني في أبريل 2013 تهمة خيانة الأمانة.
أقر لحياني بالذنب في ثلاث تهم مخففة تتعلق بخيانة الأمانة، بعد صفقة إقرار بالذنب جرى التوصل إليها في 2014. وحُكم عليه بستة أشهر من الخدمة المجتمعية في 30 سبتمبر 2014، بالإضافة إلى حكم مع وقف التنفيذ لمدة ستة أشهر وغرامة قدرها 250 ألف شيكل (67,840 دولاراً أمريكياً)، ومنع من ممارسة السياسة لمدة سبع سنوات. واعترف باستخدام أموال الرشاوى لسداد ديون شركته الإنشائية، «ألشاف».